# Primera División B Nacional 2019 (Paraguay)
El Campeonato de la Primera División B Nacional 2019 de la Tercera División del fútbol paraguayo, fue la novena edición de la Primera División B Nacional, organizado por la Unión del Fútbol del Interior.
Desde el 2014 se definió que los campeonatos de esta división se denomine con su nombre oficial "Campeonato Nacional B" solo en los años impares, cuando otorga un cupo y medio para el ascenso a la División Intermedia y en los años pares se denomine "Torneo Promoción Pre-Intermedia" o "Torneo Promoción Nacional B" ya que solo otorga al ganador el derecho a jugar el repechaje contra el subcampeón de la Primera División B.
Finalmente el club Guaraní de Trinidad, se consagró campeón y logró el ascenso a la División Intermedia. Sportivo Carapeguá se consagrò subcampeón, lo que le otorgaría el derecho de disputar los partidos de repechaje contra el club Tacuary, quien se consagró subcampeón de la Primera División B 2019, por el último cupo de ascenso a la División Intermedia, pero debido a que el Nacional B se disputó con menos de 18 equipos Tacuary ascendió directamente.

## Equipos participantes
| Equipo                    | Fundación                | Ciudad                | Departamento |
| ------------------------- | ------------------------ | --------------------- | ------------ |
| Club Cerro Porteño        | 12 de agosto de 1967     | Presidente Franco     | Alto Paraná  |
| Club Deportivo Real Chaco | 29 de septiembre de 2016 | Filadelfia            | Boquerón     |
| Liga Horqueteña           | 16 de octubre de 1980    | Horqueta              | Concepción   |
| Liga Caacupeña            | 21 de enero de 1980      | Caacupé               | Cordillera   |
| Club Nacional             | 30 de agosto de 1948     | Primero de Marzo      | Cordillera   |
| Club 19 de Julio          | 19 de julio de 1956      | Colonia Independencia | Guairá       |
| 22 de Septiembre FBC      | 3 de octubre de 1906     | Encarnación           | Itapúa       |
| Athletic FBC              | 7 de marzo de 2008       | Encarnación           | Itapúa       |
| Atlético San Juan         | 28 de mayo de 1927       | Encarnación           | Itapúa       |
| Club Pettirossi           | 25 de noviembre de 1916  | Encarnación           | Itapúa       |
| Deportivo Itapuense       | 19 de marzo de 2019      | Encarnación           | Itapúa       |
| Club Sportivo San Pedro   | 15 de diciembre de 1940  | San Pedro del Paraná  | Itapúa       |
| Club Guaraní              | 12 de octubre de 1960    | Trinidad              | Itapúa       |
| Liga Carapegueña          | 26 de junio de 1949      | Carapeguá             | Paraguarí    |
| LSD Liberación            | 24 de junio de 2012      | Liberación            | San Pedro    |

## Primera fase
En la primera fase se conformaron 3 grupos de 5 equipos cada uno. En cada grupo se jugaron todos contra todos a partidos de ida y vuelta, donde los 4 mejores ubicados de cada grupo pasarán a la segunda fase.

### Grupo A
| Pos. | Grupo A            | PJ | PG | PE | PP | GF | GC | DG | Pts |
| ---- | ------------------ | -- | -- | -- | -- | -- | -- | -- | --- |
| 1º   | Athletic FBC       | 8  | 3  | 5  | 0  | 12 | 5  | 7  | 14  |
| 2º   | Sportivo San Pedro | 8  | 3  | 4  | 1  | 8  | 5  | 3  | 13  |
| 3º   | Pettirossi         | 8  | 3  | 2  | 3  | 12 | 14 | -2 | 11  |
| 4º   | 22 de Septiembre   | 8  | 2  | 1  | 5  | 13 | 16 | -3 | 7   |
| 5º   | Cerro Porteño (PF) | 8  | 1  | 4  | 3  | 5  | 9  | -4 | 7   |

|  | Clasificado a segunda fase. |

| Grupo A - Resultados | Grupo A - Resultados | Grupo A - Resultados | Grupo A - Resultados |
| Local                | Resultado            | Visitante            | Fecha                |
| -------------------- | -------------------- | -------------------- | -------------------- |
| San Pedro            | 1 - 2                | 22 de Septiembre     | 19 de mayo           |
| Cerro Porteño (PF)   | 1 - 0                | Pettirossi           | 19 de mayo           |
| Pettirossi           | 0 - 0                | San Pedro            | 26 de mayo           |
| 22 de Septiembre     | 1 - 2                | Athletic FBC         | 26 de mayo           |
| Athletic FBC         | 4 - 1                | Pettirossi           | 2 de junio           |
| San Pedro            | 2 - 0                | Cerro Porteño (PF)   | 2 de junio           |
| Cerro Porteño (PF)   | 0 - 0                | Athletic FBC         | 8 de junio           |
| Pettirossi           | 2 - 1                | 22 de Septiembre     | 9 de junio           |
| 22 de Septiembre     | 3 - 1                | Cerro Porteño (PF)   | 15 de junio          |
| Athletic FBC         | 0 - 0                | San Pedro            | 15 de junio          |
| 22 de Septiembre     | 2 - 3                | San Pedro            | 22 de junio          |
| Pettirossi           | 4 - 3                | Cerro Porteño (PF)   | 23 de junio          |
| San Pedro            | 2 - 1                | Pettirossi           | 30 de junio          |
| Athletic FBC         | 5 - 2                | 22 de Septiembre     | 30 de junio          |
| Pettirossi           | 1 - 1                | Athletic FBC         | 7 de julio           |
| Cerro Porteño (PF)   | 0 - 0                | San Pedro            | 7 de julio           |
| Athletic FBC         | 0 - 0                | Cerro Porteño (PF)   | 14 de julio          |
| 22 de Septiembre     | 2 - 3                | Pettirossi           | 14 de julio          |
| Cerro Porteño (PF)   | 0 - 0                | 22 de Septiembre     | 21 de julio          |
| San Pedro            | 0 - 0                | Athletic FBC         | 21 de julio          |

### Grupo B
| Pos. | Grupo B           | PJ | PG | PE | PP | GF | GC | DG  | Pts |
| ---- | ----------------- | -- | -- | -- | -- | -- | -- | --- | --- |
| 1º   | Itapuense         | 8  | 5  | 2  | 1  | 20 | 6  | 4   | 17  |
| 2º   | Carapeguá         | 8  | 4  | 1  | 3  | 14 | 12 | 2   | 13  |
| 3º   | Atlético San Juan | 8  | 3  | 3  | 2  | 11 | 11 | 0   | 12  |
| 4º   | Guaraní (TRI)     | 8  | 2  | 4  | 2  | 10 | 8  | 2   | 10  |
| 5º   | 19 de Julio       | 8  | 0  | 2  | 6  | 5  | 23 | -18 | 2   |

|  | Clasificado a segunda fase. |

| Grupo B - Resultados | Grupo B - Resultados | Grupo B - Resultados | Grupo B - Resultados |
| Local                | Resultado            | Visitante            | Fecha                |
| -------------------- | -------------------- | -------------------- | -------------------- |
| 19 de Julio          | 2 - 4                | Carapeguá            | 18 de mayo           |
| Guaraní (TRI)        | 0 - 1                | San Juan             | 19 de mayo           |
| Carapeguá            | 3 - 1                | Guaraní (TRI)        | 26 de mayo           |
| San Juan             | 1 - 3                | Itapuense            | 26 de mayo           |
| Itapuense            | 1 - 2                | Carapeguá            | 2 de junio           |
| Guaraní (TRI)        | 4 - 0                | 19 de Julio          | 2 de junio           |
| 19 de Julio          | 0 - 3                | Itapuense            | 9 de junio           |
| Carapeguá            | 0 - 2                | San Juan             | 9 de junio           |
| Itapuense            | 1 - 1                | Guaraní (TRI)        | 15 de junio          |
| San Juan             | 2 - 1                | 19 de Julio          | 16 de junio          |
| San Juan             | 0 - 0                | Guaraní (TRI)        | 22 de junio          |
| Carapeguá            | 2 - 0                | 19 de Julio          | 24 de junio          |
| Guaraní (TRI)        | 2 - 1                | Carapeguá            | 30 de junio          |
| Itapuense            | 2 - 0                | San Juan             | 30 de junio          |
| Carapeguá            | 0 - 2                | Itapuense            | 7 de julio           |
| 19 de Julio          | 0 - 0                | Guaraní (TRI)        | 7 de julio           |
| Itapuense            | 6 - 0                | 19 de Julio          | 14 de julio          |
| San Juan             | 2 - 2                | Carapeguá            | 14 de julio          |
| 19 de Julio          | 3 - 3                | San Juan             | 20 de julio          |
| Guaraní (TRI)        | 2 - 2                | Itapuense            | 21 de julio          |

### Grupo C
| Pos. | Grupo C              | PJ | PG | PE | PP | GF | GC | DG | Pts |
| ---- | -------------------- | -- | -- | -- | -- | -- | -- | -- | --- |
| 1º   | Caacupeña            | 8  | 4  | 1  | 3  | 12 | 7  | 5  | 13  |
| 2º   | Horqueteña           | 8  | 3  | 3  | 2  | 13 | 12 | 1  | 12  |
| 3º   | Liberación           | 8  | 3  | 3  | 2  | 13 | 17 | -4 | 12  |
| 4º   | Deportivo Real Chaco | 8  | 2  | 3  | 3  | 8  | 10 | -2 | 9   |
| 5º   | Nacional FBC         | 8  | 2  | 2  | 4  | 8  | 8  | 0  | 8   |

|  | Clasificado a segunda fase. |

| Grupo C - Resultados | Grupo C - Resultados | Grupo C - Resultados | Grupo C - Resultados |
| Local                | Resultado            | Visitante            | Fecha                |
| -------------------- | -------------------- | -------------------- | -------------------- |
| Nacional FBC         | 4 - 0                | Liberación           | 19 de mayo           |
| Real Chaco           | 3 - 4                | Horqueteña           | 19 de mayo           |
| Horqueteña           | 2 - 1                | Nacional FBC         | 26 de mayo           |
| Liberación           | 3 - 2                | Caacupeña            | 26 de mayo           |
| Caacupeña            | 1 - 1                | Horqueteña           | 2 de junio           |
| Nacional FBC         | 0 - 0                | Real Chaco           | 2 de junio           |
| Real Chaco           | 1 - 0                | Caacupeña            | 9 de junio           |
| Horqueteña           | 2 - 3                | Liberación           | 9 de junio           |
| Liberación           | 1 - 0                | Real Chaco           | 16 de junio          |
| Caacupeña            | 0 - 1                | Nacional FBC         | 16 de junio          |
| Liberación           | 2 - 2                | Nacional FBC         | 23 de junio          |
| Horqueteña           | 0 - 0                | Real Chaco           | 23 de junio          |
| Nacional FBC         | 0 - 1                | Horqueteña           | 30 de junio          |
| Caacupeña            | 3 - 0                | Liberación           | 30 de junio          |
| Horqueteña           | 1 - 2                | Caacupeña            | 7 de julio           |
| Real Chaco           | 2 - 0                | Nacional FBC         | 7 de julio           |
| Caacupeña            | 3 - 0                | Real Chaco           | 14 de julio          |
| Liberación           | 2 - 2                | Horqueteña           | 14 de julio          |
| Real Chaco           | 2 - 2                | Liberación           | 21 de julio          |
| Nacional FBC         | 0 - 1                | Caacupeña            | 21 de julio          |

## Segunda fase
En la segunda fase se conformaron 3 grupos de 4 equipos cada uno. En cada grupo se jugarán todos contra todos a partidos de ida y vuelta, donde los 2 mejores ubicados de cada grupo y los 2 mejores terceros pasarán a cuartos de final.

### Grupo A
| Pos. | Grupo A            | PJ | PG | PE | PP | GF | GC | DG | Pts |
| ---- | ------------------ | -- | -- | -- | -- | -- | -- | -- | --- |
| 1º   | Athletic FBC       | 6  | 4  | 1  | 1  | 12 | 7  | 5  | 13  |
| 2º   | Carapeguá          | 6  | 2  | 3  | 1  | 7  | 6  | 1  | 9   |
| 3º   | Sportivo San Pedro | 6  | 1  | 2  | 3  | 5  | 4  | 1  | 5   |
| 4º   | Liberación         | 6  | 1  | 2  | 3  | 5  | 12 | -7 | 5   |

|  | Clasificados a cuartos de final. |

| Grupo A - Resultados | Grupo A - Resultados | Grupo A - Resultados | Grupo A - Resultados |
| Local                | Resultado            | Visitante            | Fecha                |
| -------------------- | -------------------- | -------------------- | -------------------- |
| Athletic FBC         | 2 - 1                | San Pedro            | 28 de julio          |
| Carapeguá            | 1 - 1                | Liberación           | 28 de julio          |
| San Pedro            | 4 - 0                | Liberación           | 4 de agosto          |
| Athletic FBC         | 3 - 2                | Carapeguá            | 4 de agosto          |
| Carapeguá            | 1 - 0                | San Pedro            | 11 de agosto         |
| Liberación           | 1 - 3                | Athletic FBC         | 11 de agosto         |
| San Pedro            | 0 - 0                | Athletic FBC         | 18 de agosto         |
| Liberación           | 1 - 1                | Carapeguá            | 18 de agosto         |
| Liberación           | 1 - 0                | San Pedro            | 25 de agosto         |
| Carapeguá            | 2 - 1                | Athletic FBC         | 25 de agosto         |
| San Pedro            | 0 - 0                | Carapeguá            | 1 de septiembre      |
| Athletic FBC         | 3 - 1                | Liberación           | 1 de septiembre      |

### Grupo B
| Pos. | Grupo B    | PJ | PG | PE | PP | GF | GC | DG | Pts |
| ---- | ---------- | -- | -- | -- | -- | -- | -- | -- | --- |
| 1º   | San Juan   | 6  | 3  | 2  | 1  | 8  | 5  | 3  | 11  |
| 2º   | Itapuense  | 6  | 3  | 1  | 2  | 12 | 10 | 2  | 10  |
| 3º   | Pettirossi | 6  | 2  | 1  | 3  | 6  | 8  | -2 | 7   |
| 4º   | Horqueteña | 6  | 2  | 0  | 4  | 7  | 10 | -3 | 6   |

|  | Clasificados a cuartos de final. |

| Grupo B - Resultados | Grupo B - Resultados | Grupo B - Resultados | Grupo B - Resultados |
| Local                | Resultado            | Visitante            | Fecha                |
| -------------------- | -------------------- | -------------------- | -------------------- |
| Itapuense            | 3 - 2                | Horqueteña           | 28 de julio          |
| San Juan             | 1 - 1                | Pettirossi           | 28 de julio          |
| Horqueteña           | 2 - 0                | Pettirossi           | 4 de agosto          |
| Itapuense            | 3 - 2                | San Juan             | 4 de agosto          |
| San Juan             | 1 - 0                | Horqueteña           | 11 de agosto         |
| Pettirossi           | 0 - 3                | Itapuense            | 11 de agosto         |
| Horqueteña           | 2 - 1                | Itapuense            | 18 de agosto         |
| Pettirossi           | 0 - 2                | San Juan             | 18 de agosto         |
| Pettirossi           | 3 - 0                | Horqueteña           | 25 de agosto         |
| San Juan             | 1 - 1                | Itapuense            | 25 de agosto         |
| Horqueteña           | 1 - 2                | San Juan             | 1 de septiembre      |
| Itapuense            | 1 - 3                | Pettirossi           | 1 de septiembre      |

### Grupo C
| Pos. | Grupo C          | PJ | PG | PE | PP | GF | GC | DG | Pts |
| ---- | ---------------- | -- | -- | -- | -- | -- | -- | -- | --- |
| 1º   | Caacupeña        | 6  | 5  | 0  | 1  | 14 | 3  | 11 | 15  |
| 2º   | Guaraní (TRI)    | 6  | 4  | 1  | 1  | 10 | 8  | 2  | 13  |
| 3º   | 22 de Septiembre | 6  | 1  | 1  | 4  | 4  | 8  | -4 | 4   |
| 4º   | Real Chaco       | 6  | 1  | 0  | 5  | 3  | 12 | -9 | 3   |

|  | Clasificados a cuartos de final. |

| Grupo C - Resultados | Grupo C - Resultados | Grupo C - Resultados | Grupo C - Resultados |
| Local                | Resultado            | Visitante            | Fecha                |
| -------------------- | -------------------- | -------------------- | -------------------- |
| Caacupeña            | 5 - 0                | Guaraní (TRI)        | 28 de julio          |
| 22 de Septiembre     | 2 - 0                | Real Chaco           | 28 de julio          |
| Guaraní (TRI)        | 4 - 1                | Real Chaco           | 31 de julio          |
| Caacupeña            | 3 - 0                | 22 de Septiembre     | 4 de agosto          |
| 22 de Septiembre     | 1 - 1                | Guaraní (TRI)        | 11 de agosto         |
| Real Chaco           | 0 - 1                | Caacupeña            | 11 de agosto         |
| Guaraní (TRI)        | 2 - 0                | Caacupeña            | 18 de agosto         |
| Real Chaco           | 1 - 0                | 22 de Septiembre     | 18 de agosto         |
| Real Chaco           | 0 - 1                | Guaraní (TRI)        | 25 de agosto         |
| 22 de Septiembre     | 0 - 1                | Caacupeña            | 25 de agosto         |
| Caacupeña            | 4 - 1                | Real Chaco           | 31 de agosto         |
| Guaraní (TRI)        | 2 - 1                | 22 de Septiembre     | 1 de septiembre      |

## Fase Final
|  | Cuartos de final                   | Cuartos de final                   | Cuartos de final                   | Cuartos de final                   | Cuartos de final                   |   |       | Semifinales                         | Semifinales                         | Semifinales                         | Semifinales                         | Semifinales                         |  |              | Final                        | Final                        | Final                        | Final                        | Final                        |  |
|  | 8 de septiembre y 15 de septiembre | 8 de septiembre y 15 de septiembre | 8 de septiembre y 15 de septiembre | 8 de septiembre y 15 de septiembre | 8 de septiembre y 15 de septiembre |   |       | 22 de septiembre y 29 de septiembre | 22 de septiembre y 29 de septiembre | 22 de septiembre y 29 de septiembre | 22 de septiembre y 29 de septiembre | 22 de septiembre y 29 de septiembre |  |              | 6 de octubre y 13 de octubre | 6 de octubre y 13 de octubre | 6 de octubre y 13 de octubre | 6 de octubre y 13 de octubre | 6 de octubre y 13 de octubre |  |
|  |                                    |                                    |                                    |                                    |                                    |   |       |                                     |                                     |                                     |                                     |                                     |  |              |                              |                              |                              |                              |                              |  |
|  |                                    |                                    |                                    |                                    |                                    |   |       |                                     |                                     |                                     |                                     |                                     |  |              |                              |                              |                              |                              |                              |  |
|  | 1                                  | Liga Caacupeña                     | 1                                  | 0                                  | 1 (2)                              |   |       |                                     |                                     |                                     |                                     |                                     |  |              |                              |                              |                              |                              |                              |  |
|  | 1                                  | Liga Caacupeña                     | 1                                  | 0                                  | 1 (2)                              |   |       |                                     |                                     |                                     |                                     |                                     |  |              |                              |                              |                              |                              |                              |  |
|  | 8                                  | Club Sp. San Pedro                 | 1                                  | 0                                  | 1 (4)                              |   |       |                                     |                                     |                                     |                                     |                                     |  |              |                              |                              |                              |                              |                              |  |
|  | 8                                  | Club Sp. San Pedro                 | 1                                  | 0                                  | 1 (4)                              |   | 8     | Club Sp. San Pedro                  | 1                                   | 0                                   | 1 (3)                               |                                     |  |              |                              |                              |                              |                              |                              |  |
|  |                                    |                                    |                                    |                                    |                                    |   | 8     | Club Sp. San Pedro                  | 1                                   | 0                                   | 1 (3)                               |                                     |  |              |                              |                              |                              |                              |                              |  |
|  |                                    |                                    | 4                                  | Club Guaraní                       | 0                                  | 1 | 1 (5) |                                     |                                     |                                     |                                     |                                     |  |              |                              |                              |                              |                              |                              |  |
|  | 4                                  | Club Guaraní                       | 4                                  | Club Guaraní                       | 0                                  | 1 | 1 (5) | 1                                   | 1                                   | 2                                   |                                     |                                     |  |              |                              |                              |                              |                              |                              |  |
|  | 4                                  | Club Guaraní                       |                                    |                                    |                                    |   |       |                                     |                                     | 2                                   |                                     |                                     |  |              |                              |                              |                              |                              |                              |  |
|  | 5                                  | Deportivo Itapuense                | 0                                  | 0                                  | 0                                  |   |       |                                     |                                     |                                     |                                     |                                     |  |              |                              |                              |                              |                              |                              |  |
|  | 5                                  | Deportivo Itapuense                | 0                                  | 0                                  | 0                                  |   |       |                                     |                                     |                                     |                                     |                                     |  | Club Guaraní | Club Guaraní                 | 1                            | 3                            | 4                            |                              |  |
|  |                                    |                                    |                                    |                                    |                                    |   |       |                                     |                                     |                                     |                                     |                                     |  | Club Guaraní | Club Guaraní                 | 1                            | 3                            | 4                            |                              |  |
|  |                                    |                                    | Liga Carapegueña                   | Liga Carapegueña                   | 1                                  | 1 | 2     |                                     |                                     |                                     |                                     |                                     |  |              |                              |                              |                              |                              |                              |  |
|  | 2                                  | Athletic FBC                       | Liga Carapegueña                   | Liga Carapegueña                   | 1                                  | 1 | 2     | 0                                   | 3                                   | 3 (3)                               |                                     |                                     |  |              |                              |                              |                              |                              |                              |  |
|  | 2                                  | Athletic FBC                       |                                    |                                    |                                    |   |       |                                     |                                     | 3 (3)                               |                                     |                                     |  |              |                              |                              |                              |                              |                              |  |
|  | 7                                  | Pettirossi                         | 0                                  | 3                                  | 3 (1)                              |   |       |                                     |                                     |                                     |                                     |                                     |  |              |                              |                              |                              |                              |                              |  |
|  | 7                                  | Pettirossi                         | 0                                  | 3                                  | 3 (1)                              |   | 2     | Athletic FBC                        | 2                                   | 0                                   | 2 (2)                               |                                     |  |              |                              |                              |                              |                              |                              |  |
|  |                                    |                                    |                                    |                                    |                                    |   | 2     | Athletic FBC                        | 2                                   | 0                                   | 2 (2)                               |                                     |  |              |                              |                              |                              |                              |                              |  |
|  |                                    |                                    | 6                                  | Liga Carapegueña                   | 1                                  | 1 | 2 (4) |                                     |                                     |                                     |                                     |                                     |  |              |                              |                              |                              |                              |                              |  |
|  | 3                                  | Atlético San Juan                  | 6                                  | Liga Carapegueña                   | 1                                  | 1 | 2 (4) | 1                                   | 2                                   | 3                                   |                                     |                                     |  |              |                              |                              |                              |                              |                              |  |
|  | 3                                  | Atlético San Juan                  |                                    |                                    |                                    |   |       |                                     |                                     | 3                                   |                                     |                                     |  |              |                              |                              |                              |                              |                              |  |
|  | 6                                  | Liga Carapegueña                   | 2                                  | 2                                  | 4                                  |   |       |                                     |                                     |                                     |                                     |                                     |  |              |                              |                              |                              |                              |                              |  |
|  | 6                                  | Liga Carapegueña                   | 2                                  | 2                                  | 4                                  |   |       |                                     |                                     |                                     |                                     |                                     |  |              |                              |                              |                              |                              |                              |  |
|  |                                    |                                    |                                    |                                    |                                    |   |       |                                     |                                     |                                     |                                     |                                     |  |              |                              |                              |                              |                              |                              |  |

- Nota: En cada llave, el equipo con el menor número de orden es el que define la serie como local.
- Nota: Para la final, se sortearon las localias, es por eso que Guaraní define de visitante.

### Cuartos de final
| 8 de septiembre de 2019, 14:45 (UTC-4) | Club Sp. San Pedro          | 1:1 (0:0) | Liga Caacupeña         | Estadio Club Sp. San Pedro, San Pedro del Paraná |  |
|                                        | Celso Esquivel 90+1' (pen.) |           | Fernando Figueredo 54' |                                                  |  |

| 15 de septiembre de 2019, 14:30 (UTC-4) | Liga Caacupeña                                                        | 0:0 (2:4 p.)               | Club Sp. San Pedro                                                      | Estadio Club 13 de Junio, Caacupé |  |
|                                         |                                                                       | Tiros desde el punto penal |                                                                         |                                   |  |
|                                         | Pedro Martinez · Hugo Arguello · Cristian Mendoza · Cristian Villagra |                            | Miguel Cuenca · Félix Melgarejo · Juan C. González · Fernando Domínguez |                                   |  |

| 8 de septiembre de 2019, 14:45 (UTC-4) | Deportivo Itapuense | 0:1 (0:1) | Club Guaraní      | Estadio Club 22 de Septiembre, Encarnación |  |
|                                        |                     |           | Daniel Dietze 05' |                                            |  |

| 15 de septiembre de 2019, 14:30 (UTC-4) | Club Guaraní      | 1:0 (0:0) | Deportivo Itapuense | Estadio Club Guaraní, Trinidad |  |
|                                         | Victor Agüero 52' |           |                     |                                |  |

| 8 de septiembre de 2019, 14:45 (UTC-4) | Pettirossi | 0:0 | Athletic FBC | Estadio Don Carlos Memmel, Cambyretá |  |

| 15 de septiembre de 2019, 14:30 (UTC-4) | Athletic FBC                                              | 3:3 (1:1) (3:1 p.)         | Pettirossi                                                      | Estadio Los Jardines de San Isidro, Encarnación |  |
|                                         | Robert Samudio 44' · Jorge Brítez 84' · José González 94' |                            | Lucas Chávez 30' · Adrián Cabral 54' · Cristian Gómez 58'       |                                                 |  |
|                                         |                                                           | Tiros desde el punto penal |                                                                 |                                                 |  |
|                                         | Benjamín Cáceres · Alexander Ramírez · Julio C. López     |                            | Liborio Duré · Matias Adamy · Gustavo Franco · Alexis Fernández |                                                 |  |

| 8 de septiembre de 2019, 14:45 (UTC-4) | Liga Carapegueña           | 2:1 (0:1) | Atlético San Juan   | Estadio Municipal de Carapeguá, Carapeguá |  |
|                                        | Adalberto González 87' 90' |           | Francisco López 21' |                                           |  |

| 15 de septiembre de 2019, 14:30 (UTC-4) | Atlético San Juan                      | 2:2 (1:2) | Liga Carapegueña                     | Estadio Club 22 de Septiembre, Encarnación |  |
|                                         | Francisco López 15' · Osvaldo Vigo 66' |           | Néstor Sosa 22' · Cristian Ayala 41' |                                            |  |

### Semifinales
| 22 de septiembre de 2019, 15:00 (UTC-4) | Club Sp. San Pedro  | 1:0 (1:0) | Club Guaraní | Estadio Club Sp. San Pedro, San Pedro del Paraná |                       |
|                                         | Walter Trinidad 31' |           |              | Árbitro(s): Ever Jara                            | Árbitro(s): Ever Jara |

| 29 de septiembre de 2019, 15:00 (UTC-4) | Club Guaraní                                                                      | 1:0 (1:0) (5:3 p.)         | Club Sp. San Pedro                                                   | Estadio Club Guaraní, Trinidad |                              |
|                                         | Daniel Dietze 45+2' (pen.)                                                        |                            |                                                                      | Árbitro(s): David Delgadillo   | Árbitro(s): David Delgadillo |
|                                         |                                                                                   | Tiros desde el punto penal |                                                                      |                                |                              |
|                                         | Derlis Ortiz · Victor Arguero · Miguel Alviso · Junior Mendoza · Jorge Valenzuela |                            | Miguel Cuenca · Felix Melgarejo · Juan C. Gonzalez · Adrian Espinola |                                |                              |

| 22 de septiembre de 2019, 15:00 (UTC-4) | Liga Carapegueña   | 1:2 (1:1) | Athletic FBC                            | Estadio Municipal de Carapeguá, Carapeguá |                          |
|                                         | Cristian Ayala 18' |           | Benjamín Cáceres 23' · Eris Cubilla 62' | Árbitro(s): Juan Noguera                  | Árbitro(s): Juan Noguera |

| 29 de septiembre de 2019, 15:00 (UTC-4) | Athletic FBC                                                | 0:1 (0:1) (2:4 p.)         | Liga Carapegueña                                              | Estadio Los Jardines de San Isidro, Encarnación |                            |
|                                         |                                                             |                            | Daniel Santacruz 5'                                           | Árbitro(s): Carlos Paredes                      | Árbitro(s): Carlos Paredes |
|                                         |                                                             | Tiros desde el punto penal |                                                               |                                                 |                            |
|                                         | Benjamin Cáceres · Mario Piris · Julio Lopez · Victor Zayas |                            | Jorge Armoa · Cristian Ayala · Daniel Santacruz · Nestor Sosa |                                                 |                            |

### Final
| 6 de octubre de 2019, 16:00 (UTC-3) | Club Guaraní       | 1:1 (1:0) | Liga Carapegueña | Estadio Club 22 de Septiembre, Encarnación               |                                                          |
|                                     | Marco González 15' |           | Jorge Armoa 63'  | Asistencia: 1.571 espectadores Árbitro(s): Julian Aquino | Asistencia: 1.571 espectadores Árbitro(s): Julian Aquino |

| 13 de octubre de 2019, 15:45 (UTC-3) | Liga Carapegueña | 1:3 (0:1) | Club Guaraní                                   | Estadio Municipal de Carapeguá, Carapeguá           |                                                     |
|                                      | Néstor Sosa 82'  | Reporte   | Daniel Dietze 17' 54' · Cristhian Martinez 93' | Asistencia: 5302 espectadores Árbitro(s): Ever Jara | Asistencia: 5302 espectadores Árbitro(s): Ever Jara |

## Campeón
|                                |
| Guaraní (Trinidad) 1.er título |